# Лариса (місто)
Ла́риса (грец. Λάρισα) — місто на сході Греції, столиця ному Лариса. Нині місто є головним центром сільського господарства та траспортним вузлом національного значення, пов'язаним залізницею із портом Волос, Салоніками та Афінами. Біля міста знаходиться військове летовище — Національний аеропорт Лариса.

## Історія

### Античність
Достовірних джерел про заснування міста немає. Дослідники вважають, що історія міста нараховує вже понад 4 000 років. Також існує давньогрецький переказ, за яким місто, нібито, було побудоване пеласгами.
Починаючи з 8 століття до н. е. місто було фактичним центром області Фессалія, хоча єдиної держави Фессалії тоді ще не існувало. Правителі Лариси мали найбільший авторитет у загальнофессалійських справах, якими тоді були питання в основному релігійні. Під час Першої священної війни правителі Фессалії рішуче підтримали Дельфи і після цього користувалися особливим авторитетом в Греції. Вони ж заснували і підтримували Дельфійскі ігри. Під час греко-перських воєн Лариса, як і решта Фессалії, підтримала Персію.

### Римська доба та Візантія
Після поразки Персії, Фессалія і Лариса зокрема не відігравали помітної ролі в історії регіону, допоки 344 до н. е. Ларису не захопив Філіпп ІІ. 194 до н. е. Лариса була перетворена римлянами на одну зі своїх провінцій та пізніше столицю Фессалійського союзу.
У період занепаду Візантії місто завойовувалось Болгарією, згодом Сербією, у складі якої була завойована у 15 столітті Османською імперією.

### Грецька революція
Лариса була резиденцією Алі-паші в ході Грецької війни за незалежність, а також принца Костянтина І під час Греко-турецької війни 1897 р. До 1881 р. Лариса залишалась у складі вілаєту Яніна іменувалась османами тур. Yenişehr-i Fenar — Нове місто у Греції. У 19 ст. поблизу міста виникло компактне поселення вихідців із Судану, це здебільшого родини воїнів армії, зібраних Алі-пашою. Після завершення греко-турецької війни та підписання мирного договору Лариса залишилась у складі Греції. За цим 1898 року відбулась масова імміграція турків.

## Персоналії
- Дімітріс П. Краніотіс — Президент Всесвітньої спілки поетів (W.P.S) та одночасно керівник медичного товариства Лариси.
- Лакіс Лазопулос — грецький драматург, актор і поет-пісенник.
- Теофаніс Ґекас — грецький футболіст, найкращий бомбардир Альфа Етнікі і Бундесліги.

## Міста-побратими
- Бєльці, Молдова
- Банська Бистриця, Словаччина
- Ноксвілл, США
- Стара Загора, Болгарія
- Рибник, Польща